# Gerhard Stemmler
Gerhard Stemmler (* 11. November 1949 in Hamburg) ist ein deutscher Persönlichkeitspsychologe, Psychophysiologe und Emotionspsychologe.

## Leben
Gerhard Stemmler studierte Psychologie an der Universität Hamburg und war nach dem Diplom bis 1985 im Sonderforschungsbereich Psychosomatische Medizin, Klinische Psychologie, Psychotherapie (SFB 115) am Universitätsklinikum Hamburg-Eppendorf als wissenschaftlicher Mitarbeiter tätig. Er wurde 1984 mit einer experimentellen Arbeit zur Psychophysiologie der Emotionen promoviert. Es folgte ein Wechsel an die Albert-Ludwigs-Universität Freiburg als Hochschulassistent in der Forschungsgruppe Psychophysiologie von Jochen Fahrenberg und Michael Myrtek am Psychologischen Institut. Hier habilitiert er sich 1991 mit einer Arbeit zur Differentiellen Psychophysiologie. Im Jahr 1994 nahm er einen Ruf der Philipps-Universität Marburg auf die Professur für Differentielle Psychologie und Psychologische Diagnostik an, welche er bis zu seiner Emeritierung 2015 innehatte.
Neben seiner Forschungs- und Lehrtätigkeit war er fachpolitisch engagiert: Präsident der  DGPA (Deutsche Gesellschaft für Psychophysiologie und ihre Anwendung) (1996 bis 1997), Vizepräsident der DGPs (Deutsche Gesellschaft für Psychologie) (2010 bis 2014), Sprecher der Fachgruppe Differentielle Psychologie, Persönlichkeitspsychologie und Psychologische Diagnostik (2002 bis 2004). Als Mitglied des Diagnostik- und Testkuratoriums der Föderation Deutscher Psychologenvereinigungen engagierte er sich zudem von 2007 bis 2010 für die Qualitätssicherung psychologischer Tests und Eignungsdiagnostik. In Marburg war er mehrere Amtsperioden als Dekan oder Prodekan tätig und prägte die Entwicklung des dortigen Fachbereichs Psychologie nachhaltig.

## Werk
Im Zentrum von Stemmlers Forschung stehen die Theorie der Emotionen auf der Grundlage psychophysiologischer und neurobiologischer Experimente und die Verbindung von Emotionstheorie und Persönlichkeitsforschung. Seiner Dissertation stellte er ein Zitat von Wilhelm Wundt voran: „Jedem Gefühl entspricht demnach eine von seiner Qualität und Intensität abhängige körperliche Veränderung, die, falls sie sich in äußeren Symptomen verrät, zur objektiven Charakteristik des Gefühls dienen kann.“

Die Dissertation über die Spezifität von Emotionsmustern wie Ärger und Angst zeichnete sich durch die multivariate Konzeption des Experiments aus, d. h. durch zahlreiche psychologische und physiologische Variablen, Untersuchungsbedingungen und entsprechende multivariate statistische Verfahren. Dieser Forschungsansatz wurde in seiner Habilitationsschrift weiter ausgeformt: Differential psychophysiology: Persons in situations. Durch pharmakologische Teil-Blockaden am vegetativen System konnten die alpha-adrenerge, beta-adrenerge und cholinerge kardiovaskuläre Aktivierungskomponenten modelliert und zur strukturierten Messung der Reaktionsmuster verwendet werden. Diese multivariate und zugleich vegetativ-systemische Analyse ragt aus der internationalen Forschung heraus und ist bis heute wegweisend.
In seinem neu aufgebauten Marburger Labor konnten kortikale mit vegetativen Messungen kombiniert werden, um Emotionsmuster während bestimmter Aufgaben und Szenarien zu erfassen und zu zeigen, wie wichtig auch der situative Kontext für emotionale Äußerungen ist. Diese multivariate psychophysiologische Forschung wurde von persönlichkeitstheoretischen und neurobiologischen Konzepten geleitet, z. B. hinsichtlich der Persönlichkeitseigenschaft Extraversion und der zugrundeliegenden dopaminergen Systeme.
Gerhard Stemmler hat eine Anzahl bedeutender Originalarbeiten publiziert und ist Verfasser und Herausgeber von Lehrbüchern sowie von deutschen und internationalen Handbüchern der Emotionspsychologie.

## Schriften
Eine Auswahl der Schriften:
- Psychophysiologische Emotionsmuster. Lang, Frankfurt am Main 1984, ISBN 3-8204-5348-2.
- The autonomic differentiation of emotions revisited: Convergent and discriminant validation. In: Psychophysiology. Band 26, 1989, S. 617–632.
- Differential Psychophysiology: Persons in Situations. Springer, New York 1992, ISBN 3-642-84655-6.
- G. Stemmler, M. Heldmann, C. A. Pauls, T. Scherer: Constraints for Emotion Specificity in Fear and Anger: The Context Counts. In: Psychophysiology. Band 38, 2001, S. 275.
- J. Wacker, M.-L. Chavanon, G. Stemmler: Investigating the Dopaminergic Basis of Extraversion in Humans: A Multilevel Approach. In: Journal of Personality and Social Psychology. Band 91, Nr. 1, 2006, S. 171–187.
- als Hrsg.: Enzyklopädie der Psychologie: C/IV/3. Psychologie der Emotion. Hogrefe, Göttingen 2009, ISBN 978-3-8017-0599-2.
- M. Potegal, G. Stemmler, C. Spielberger: International Handbook of Anger: Constituent and Concomitant Biological, Psychological, and Social Processes.  Springer, New York 2010, ISBN 978-0-387-89676-2.
- G. Stemmler, D. Hagemann, M. Amelang, D. Bartussek: Differentielle Psychologie und Persönlichkeitsforschung. Kohlhammer, Stuttgart 2011, ISBN 978-3-17-021008-0.
- L. Schmidt-Atzert, M. Peper, G. Stemmler: Emotionspsychologie: Ein Lehrbuch. Kohlhammer, Stuttgart 2014, ISBN 978-3-17-020595-6.